# 英雄伝説VI 空の軌跡
『英雄伝説VI 空の軌跡』（えいゆうでんせつ6 そらのきせき、英題：The Legend of Heroes: Trails in the Sky）は、日本ファルコムが制作・発売したコンピュータRPG。
《英雄伝説（英伝）シリーズ》の第6作・同シリーズ第3期〈軌跡シリーズ〉第1作となる作品で、2004年（平成16年）から2007年（平成19年）にかけて発表された「英雄伝説 空の軌跡FC」（えいゆうでんせつ そらのきせきエフシー）・「英雄伝説 空の軌跡SC」（えいゆうでんせつ そらのきせきエスシー）・「英雄伝説 空の軌跡 the 3rd」（えいゆうでんせつ そらのきせき ザ・サード）の3作からなる。

## 概要
導力器（オーブメント）と呼ばれる技術が発達した架空の世界において、エレボニア帝国とカルバード共和国という2つの大国に挟まれたゼムリア大陸の小国・リベール王国を舞台とし、旅の中で遊撃士（ブレイサー）として成長していくエステルとヨシュアを描いていく物語。
《英伝シリーズ》の第6作目ではあるが、同シリーズは数作毎に世界設定を一新しており、第1・2作からなる第1期〈イセルハーサ編〉・第3・4・5作からなる第2期〈ガガーブトリロジー〉とは世界設定を共有していない。本作より第3期〈軌跡シリーズ〉が始まっており、同シリーズの続編となる『英雄伝説VII』とは世界設定だけではなく、基本的なゲームシステムも共有している（世界設定の詳細については英雄伝説 軌跡シリーズ#世界設定および#世界設定を、システムの詳細については英雄伝説 軌跡シリーズ#戦闘システムおよび#ゲームシステムを参照）。
本作は物語の前編・後編・後日譚に該当する「英雄伝説 空の軌跡FC」・「英雄伝説 空の軌跡SC」・「英雄伝説 空の軌跡 the 3rd」の3作を合わせて《英伝シリーズ》の第6作目と位置づけられているため、《英伝シリーズ》通算では6・7・8作目に当たる。また本作から始まる〈軌跡シリーズ〉通算では1・2・3作目の作品となっている。
いずれの作品もWindows (Win) 向けにオリジナル作品が発表され、その後PlayStation Portable (PSP) へと自社移植が行われている。
売上本数は、『空の軌跡』シリーズ累計で90万本以上、続編も合わせた〈軌跡シリーズ〉全体の累計では190万本を越える。PSP版『空の軌跡FC』については2006年9月発売からロングセラーを続けており、2013年12月時点での累計出荷本数は50万本を突破している。
本編以外にも本作の世界設定やキャラクターを使った派生ゲーム作品も発売されており、また様々な形でのメディアミックスも行われている（詳細は#派生ゲーム作品および#メディアミックスを参照）。

### FC
『英雄伝説VI 空の軌跡』のタイトルで Win 向けに2004年（平成16年）6月24日に発売された前編。《英伝シリーズ》通算では6作目、〈軌跡シリーズ〉通算では1作目となる作品。「SC」の発売以降はシリーズナンバリングを外し、第1章を意味する FC（First Chapterの略）を追加した「英雄伝説 空の軌跡FC」へと販売タイトルが変更されている。
《英伝シリーズ》としては1999年（平成11年）に発売された『英雄伝説V 海の檻歌』以来4年半ぶりのシリーズ作品となり、シリーズでは初となる3Dフィールドやファルコム作品初となる主題歌が採用された。パッケージイラストは椎名優が担当。
2025年9月19日には、本編のフルリメイク版がSwitch、PS5、Steam向けに『空の軌跡 the 1st（ザ・ファースト）』のタイトルでリリースされる予定。

### SC
「英雄伝説 空の軌跡SC」のタイトルでWin向けに2006年（平成18年）3月9日に発売された後編。《英伝シリーズ》通算では7作目、〈軌跡シリーズ〉通算では2作目となる作品。SC は第2章を意味する Second Chapter の略。《英伝シリーズ》初となる戦闘ボイスを採用し、初回特典として戦闘ボイスと同じ声優を起用したドラマCDが同梱された。パッケージイラストは前作に引き続き椎名優が担当した。

### the 3rd
「英雄伝説 空の軌跡 the 3rd」のタイトルでWin向けに2007年6月28日に発売。《英伝シリーズ》通算では7作目、〈軌跡シリーズ〉通算では3作目となる作品。「SC」の半年後を描いた後日譚であり、また次作『英雄伝説VII』への布石ともなっている。パッケージイラストの担当者がHACCANに変更された。
主人公を星杯騎士であるケビンに変更し、登場キャラクター達のその後や過去話などを断片的なエピソードとしてまとめる等、外伝的な作品となっている。
初版から Microsoft Windows Vista に対応した最初のファルコム作品でもあり、シリーズのPC向け作品としては最終作品でもある。

### PSPへの移植
全作、PlayStation Portable (PSP) へと自社移植が行なわれている。PSP版「FC」はWin版「SC」の後、PSP版「SC」はWin版「the 3rd」よりも後に発売されており、それぞれ先行するWin版の次作から戦闘ボイスなどの新要素が加えられている（「FC」のヨシュアの戦闘ボイスは新規収録）。2010年12月16日には3作の廉価版発売と、「FC」・「the 3rd」のPlayStation Storeにおけるダウンロード版の配信が行われた。2011年3月3日より、「FC」の無料体験版がダウンロード配信された。

### PSP Remaster（PS3版）
「：改 HD EDITION」として全作のPlayStation 3 (PS3) 版が発売されたが、移植ではなくPSP版のプログラムをエミュレータでPS3上で動かす「PSP Remaster」であり、解像度のフルHD化や3Dテレビでの立体視対応を除けばPSP版そのままの内容。セーブデータはPSP版と共用できる。

### PS Vitaへの移植
2014年12月25日に「FC」のPlayStation Vita（PS Vita）への移植が発表。2015年6月11日に発売された。「英雄伝説 空の軌跡 FC Evolution」のタイトルで、「零の軌跡 Evolution」「碧の軌跡 Evolution」同様に、ファルコムとキャラアニが企画・制作を行い、角川ゲームスが発売する。これまでの「Evolution」2作同様にキャラクターの会話をフルボイス化するほか、楽曲のフルアレンジ、キャラクターの立ち絵などのビジュアルを描き直してHD画質に対応、「Evolution」を基準にした新しいユーザーインターフェースを採用するなど、全面的なリニューアルが施される。
同年12月10日には、同じく「SC」のフルボイス版となるPS Vita用ソフト、「英雄伝説 空の軌跡 SC Evolution」が角川ゲームスより発売。
2016年7月14日には「the 3rd」のフルボイス版となるPS Vita用ソフト、「英雄伝説 空の軌跡 the 3rd Evolution」が角川ゲームスより発売。

## ゲームシステム
本項目では『空の軌跡』3作に固有のシステムを中心として記述する。〈軌跡シリーズ〉全般に共通するシステムについては上記「英雄伝説 軌跡シリーズ#戦闘システム」や「英雄伝説 軌跡シリーズ#戦闘システム」を参照。
フィールドやオブジェクト等は3Dで構成され、その上を2Dで描かれたキャラクターが動くスタイルとなる。普段は一定の角度から見下ろすクォータービューであり、一部のマップやイベント時を除き視点を左右に回転させることができる。

### シナリオ構成
ゲームクリアに必須となるメインシナリオに並行して、クリアには必須とならない短いサブシナリオが多数用意されている。
FC/SC
遊撃士（ブレイサー）である主人公が遊撃士協会（ギルド）に寄せられる依頼（クエスト）をこなしながら物語が進んでいく。依頼を受けたクエストは全て、ブレイサー手帳に経過等がまとめられる。クエストをこなすことにより報酬（お金）とブレイサーポイントが獲得でき、ブレイサーポイントが一定度貯まるとブレイサーとしてのランクがアップする。
メインクエスト
ストーリーを進行するの必須のクエスト。主にギルドで受付から直接依頼される。
サブクエスト
ゲームクリアには必須とはならないクエスト。主にギルドの掲示板を確認することによって依頼を受けることが出来る。サブクエストには時期や特定のサブクエストのクリア等、出現に条件があるものも存在する。

the 3rd
主人公が星杯騎士へと変更されたため、クエストやブレイサーポイントは存在しないが、ブレイサー手帳に相当する星杯手帳に経過等が記される。
（影の国の探索）
「FC/SC」のメインクエストに相当する呼称はないが、突如飛ばされてきた謎の空間《影の国》の状況を把握し脱出方法を探すことによって、メインストーリーを進行する。
扉
「月の扉」（長いエピソード）「星の扉」（短いエピソード）「太陽の扉」（ミニゲーム）の3種類があり、各所に点在している。いずれも、入るには一定度の条件を満たす必要があり、「FC」「SC」のサブクエスト同様にゲームクリアには必須ではない。

### 戦闘
行動順を主軸としたターン制のシステムとなっており、「ATバトルシステム」と名付けられている。
ATボーナス
「FC/SC」は6種類のみであったが、「the 3rd」では5種が追加され11種となった。与ダメージを増幅する「STR UP」と敵が必ずアイテムを落とす「ITEM GET」（「the 3rd」のみ）は次作『英雄伝説VII』へと引き継がれておらず、『空の軌跡』のみのATボーナスとなっている。
チェインクラフト
「SC」と「the 3rd」のみに存在する、仲間との連続攻撃を行う特殊なクラフト。最大4人までが参加でき参加者が多いほど攻撃範囲が広がる。参加順が遅いほど攻撃力は上がるが消費CPが増加する。連続攻撃への参加時は一時的に攻撃順を無視できるが、ディレイ値はそのまま蓄積されるため、参加者の次の行動順は遅くなる。

### 戦術オーブメント
〈軌跡シリーズ〉では、導力という神秘のエネルギーを使った戦術オーブメントという機械を使い魔法を発動する。オーブメントのスロット数は「FC」では6つだったが、『VII』も含めた「SC」以降の作品ではすべて7つとなっている。

### 料理
『空の軌跡』の料理は、調理と同時にその場で効果が発揮されアイテムとして所持することは出来ない大皿料理と、調理後にアイテムとしてストックされる携帯食料の2種類がある。「SC」からは携帯料理の一種として、戦闘中に攻撃用アイテムとして用いられる攻撃食料が追加されている。
本作ではレシピを覚えるためには対象料理を食べることが原則となっている。攻撃料理は宝箱から出現するレシピのメモ等によってレシピ手帳に記録される。

## ストーリー

### FC・準遊撃士編
導力革命により、人々の暮らしが飛躍的に豊かになった時代。導力器(オーブメント)と呼ばれる機械仕掛けのユニットから生み出される神秘のエネルギーは、飛行船をはじめとするさまざまな技術に用いられ、日常生活に欠かせない存在となっていた。
同時に、多くの強国は導力器を用いた兵器の開発にしのぎを削り大陸は覇権を狙う国々の思惑で混迷の様相を見せていた。
そんな時代、列強のはざまで誇りある独立を保つ小国リベールを舞台に、明るく前向きな主人公エステルは兄弟同然に育ったヨシュアとともに「遊撃士(ブレイサー）」を目指す。そして、正遊撃士となるため、生まれ存った故郷の街ロレントを旅立った。

### SC・正遊撃士編
リベール各地を訪れるエステルたちを待ち受けていたのは、様々な人々との出会い、そして行く先々で起こる不可解な事件。数々の出来事が一本の糸で結ばれた時、リベール王国をめぐる巨大な陰謀が明らかとなる。

### the 3rd・後日章
浮遊都市《リベル＝アーク》崩壊より半年後、エレボニア帝国東部の中心都市バリアハート。
その郊外にある飛行船発着場に、風変わりな1人の青年の姿があった…

### 構成
空の軌跡FC
- 序章 父、旅立つ
- 一章 消えた飛行客船
- 二章 白き花のマドリガル
- 三章 黒のオーブメント
- 終章 王都撩乱

空の軌跡SC
- 序章 乙女の決意
- 一章 忍び寄る影
- 二章 荒ぶる大地
- 三章 狂ったお茶会
- 四章 霧魔の標的
- 五章 守るべきもの
- 六章 絆の在り処
- 七章 四輪の塔
- 八章 混迷の大地
- 終章 空の軌跡

空の軌跡the 3rd
- 第零話 星杯騎士
- 第一話 影の国
- 第二話 異界化王都
- 第三話 金の道、銀の道
- 第四話 昏き聖痕
- 第五話 光と影の迷宮
- 第六話 守護者の試練
- 第七話 遠い炎群
- 最終話 いつか、辿り着く場所

## 世界設定
産業革命をモチーフとした導力革命によって社会の仕組みが大きく変わりつつある時代において、ゼムリア大陸西部に位置するリベール王国を舞台としている。

### リベール王国
本作の舞台。千年以上の歴史を誇る小国で、君主制を布いているが貴族制は廃止されている。現在の国王は第26代目となる女王・アリシアII世。ゼムリア大陸南部に位置し、北のエレボニア帝国と東のカルバード共和国という2つの大国と国境を接している。小国でありながらも豊富な七耀石資源と高い導力器技術、そして女王の巧みな外交によって両大国とも対等な関係を保っており、緊張感の高い両大国の間に位置する緩衝国として働いている。主なモデルは第二次世界大戦中に緩衝国として働いていたタイ王国。

#### 地方区分
国の中心に位置する巨大な湖・ヴァレリア湖を囲む様な形で、グランセル・ロレント・ボース・ルーアン・ツァイスと5つの地方に分かれており、地方の境界には関所が設けられている。各地方には五大都市と呼ばれる地方名と同名の中心都市があり、これらの市長はそれぞれの地域の首長としての役割も担っている。
王都グランセル
地方としてはヴァレリア湖の南東に位置し、南西のツァイス地方・北東のロレント地方と接する。地方全体が《アーネンベルク》と呼ばれる古代の城壁に囲まれている。リベールの首都であり、政治・文化の中心地。各国の大使館もすべて王都にある。
地方都市ロレント
地方としてはヴァレリア湖の北東に位置し、南西のグランセル地方・北のボース地方と接する。市長はクラウス。第一次産業（農業・鉱業）が産業の中心となっており、揶揄的に田舎と呼ばれる事もあるが、導力器に欠かせない七耀石を産出する鉱山を擁するなど導力器産業にとって非常に重要な都市である。エステルの出身地方（家は市の外れ）であり、物語の起点。
商業都市ボース
地方としてはヴァレリア湖の北に位置し、北東のロレント地方・南西のルーアン地方と接し、北側ではエレボニア帝国との国境とも隣接している。リベール第2の都市であり商業の中心地。市長はメイベル。国境の要塞であるハーケン門を擁する。
海港都市ルーアン
地方としてはヴァレリア湖の西に位置し、北のボース地方・南東のツァイス地方と接する。ヴァレリア湖とアゼリア湾を繋ぐルビーヌ川の河口にある港町としてかつては漁業と海運業で栄えた都市であったが、飛行船の発達により海運が減少しており、更に百日戦役でエレボニア帝国との貿易が冷え込んだため、近年は産業の中心が観光業に移りつつある。市長は「FC」ではダルモア、「SC」の途中よりノーマン。
工房都市ツァイス
地方としてはヴァレリア湖の南に位置し、北のルーアン地方・北東のグランセル地方と接し、東側ではガルバード共和国との国境とも隣接しているが、比較的関係が良好な事と、地形的に大軍の進行に適していないためハーケン門ほどの関所は築かれていない。ツァイス中央工房を擁する導力器産業の中心地であり、その技術水準は大陸の中でもトップレベルに位置する。中央工房が全ての中心となっており、工房長が市長の役割も担っている。工房長はマードック。

#### 技術
アルセイユ
リベール王国軍親衛隊が誇る高速巡洋艦で、最高速度は時速3600セルジュに達する。速度だけでなく火力にも優れており、艦首の主砲と可動式機関砲の他誘導弾投射機などを装備している。また、地上作戦用に自走榴弾砲を2両搭載している。ツァイス中央工房の総力を挙げて開発した、最新の導力技術が使用された新兵器であり、通信や飛行制御にも優れたアビオニクスを搭載。「FC」では顔見せ程度でエンジンも警備飛行艇と同じ従来型だったが、「SC」では最新型のエンジンに換装され、その性能を遺憾なく発揮し、古代竜捕獲作戦やリベル＝アーク突入作戦で活躍した。「the 3rd」では、エリカ・ラッセルにより改良が加えられ、最高速度が上がっている。「影の国」に登場した偽物のアルセイユは「影の国」での法則を利用し、スペックを大幅に上回る性能を発揮した。

### その他の舞台
ル＝ロックル訓練場
「SC」序章の舞台となる、レマン自治州にある遊撃士の訓練場。
空中都市《リベル＝アーク》
「SC」終盤に登場する古代都市。《七の至宝》の一つで《空》を司る、《輝く環（オーリ・オール）》を中枢としている。
《影の国（ファンタズマ）》
「the 3rd」の舞台となる異世界。《輝く環》による副産物である。

### 歴史
本作では「七耀暦」と呼ばれる暦が用いられ、七耀暦1202年頃が舞台となる。
百日戦役
10年前（七耀暦1192年）に、エレボニア帝国がリベール王国を侵略しようとした戦争。リベール王国は王都グランセルとレイストン要塞を除く領土のほとんどを瞬く間に占領されたが、カシウス大佐（当時）の作戦とカルバード共和国の協力によってエレボニア帝国の侵攻は失敗に終わり、両国の間で講和条約が結ばれた。この戦争は、約百日で終結している。エレボニア帝国がリベール王国を侵攻した理由は秘匿されている。
ハーメルの悲劇
エレボニア帝国南部にあったハーメル村を突如武装集団が襲い、村人がほぼ全滅した事件。武装集団がリベール王国製の武器を所持していたためにリベール王国による侵略行為と見なされ、前述の《百日戦役》が勃発するきっかけとなった。その実は帝国内部の主戦派が猟兵団を利用して起こした自作自演の事件であり、この事実を知った帝国上層部はこのハーメルの事件を一切口外しないことを条件として即座にリベールに停戦を申し込んだ。このため、この事件の真相は闇に葬られた完全なタブーとなっており、その真実を知る者は極一部に限られている。なお、事件を起こした関係者は全員が処刑されているが、彼らをそそのかしたのがワイスマンであることが後に判明する。
「閃Ⅲ」時点では四大名門の貴族も手が出せないと言われるほど帝国内では禁忌とされた場所で、サザーラント州統括者と正規軍司令の2人の責任者から許可を得ないと立ち入ることができない。公に出したら、場合によっては帝国機密法に抵触し、反逆罪にも問われかねないという。
実はレクター・アランドールの父親は元帝国正規軍第十三機甲師団所属将官で「ハーメルの悲劇」を引き起こした一人であり、存在感を打ち出す為に主戦派として振舞っていた。当時准将だったオズボーンは帝国正規軍の貴族派将官達の怪しげな動きに気付き、軍の仲間として真摯な態度で彼らを諌めたが、猟兵らしき一団が数日後の深夜にオズボーンの自宅を襲った。その直後にハーメルが襲撃されて百日戦役が始まった。
3ヶ月後、ヴァンダイクの紹介で皇帝からハーメル事件の全権を任されたオズボーンは事件の調査し、リベール女王と停戦協定の交渉して、帰国したレクターの父を中心とした主戦派将官を軍法会議で極刑に処した。その功績でオズボーンは宰相に抜擢された。
ハーメルの襲撃で生き残ったのはヨシュア、レーヴェの2人だけだったが、「閃Ⅲ」でアッシュもハーメルの遺児であることが判明する。

### 組織
遊撃士協会
民間人の安全と地域の平和を守ることを第一の目的とした遊撃士（ブレイサー）たちによる民間団体。
七曜教会
ゼムリア大陸で最も広い信仰を集める宗教組織。
身喰らう蛇
世界に暗躍する謎の結社。
リベール通信社
リベール王国のニュース雑誌「リベール通信」を発行する雑誌社。本社は王都グランセルにある。
《封印機構》
空中都市《リベル＝アーク》及び《輝く環》を封印するために結成されたレジスタンス組織。現在のリベール王家は、この組織のリーダーの子孫である。なお、リベール王国の各地には、彼らが《輝く環》の封印に使用した装置が遺跡として残されており、現在も稼働状態にある。

## 登場人物
- 人名からのリンクは英雄伝説 軌跡シリーズの登場人物内の該当記述へのリンクとなっている。
- プロフィール情報は特記のない限り初登場時のもの。
- プレイヤーキャラクターについては、冒頭に装備可能な武器種と、オーブメントの情報を記載。オーブメント情報については「スロットの属性 / ライン長1-ライン長2…」の形で記載し、中央スロット以外で属性を持つスロットがある場合はそのスロットが所属するライン長に「*」を付与。またスロットの数が1つ少ない「FC」でのライン長は ( ) 付けで併記した。
  - 例：ヨシュアの「オーブメント：時 / 5*-3(2)」は、中央スロットの属性が「時」で、長さ5と3の2つのラインがあり、このうち長さ5のラインには中央スロット以外に「時」属性固定スロットが含まれ、長さ3のスロットは「FC」では長さ2であったことを示す。

### 主役
「FC」・「SC」の主役は共通だが、「the 3rd」では交代している。主役となっている作品ではプレイヤーの意思でパーティーから外すことはできない。
エステル・ブライト
声：神田朱未
武器：棒術具、オーブメント：なし / 4-4(3)
「FC」・「SC」の主人公で、ロレント地方出身の遊撃士。救国の英雄カシウス・ブライト唯一の実子。
資格年齢である16歳でヨシュアと共に試験を受け、「FC」冒頭で準遊撃士となったばかりの新米遊撃士。父カシウスが行方不明となったことをきっかけに、正遊撃士となるためにヨシュアと共にリベール国内を回り、「FC」最終盤において正遊撃士へと昇格する。
「SC」では自分の前から姿を消したヨシュアを探し、その原因である《身喰らう蛇》の手がかりを求めて再度リベール国内を回る。
「the 3rd」ではヨシュアと共にレンを探す道中で謎の光に包まれ、影の国へと取り込まれる。
ヨシュア・ブライト
声：斎賀みつき
武器：双剣、オーブメント：時 / 5*-3(2)
「FC」・「SC」の主役の1人で、エステルの義弟にあたる遊撃士。エステルには一切の素性を隠したまま、5年前にブライト家の養子となった。リベールでは珍しい漆黒の黒髪と琥珀色の瞳をもった美少年。エステルと共に準遊撃士となりリベール国内を回り、その後に正遊撃士となる。
その素性は《漆黒の牙》の異名を持つ《身喰らう蛇》の《執行者》No.XIII。カシウス暗殺に失敗して組織に狙われているところをカシウスに保護され養子となるが、組織の真の目的はヨシュアをスパイとしてブライト家に潜り込ませることであり、ワイスマンの暗示によって無意識下でカシウスの動向を組織に報告し続けていた。自分がエステル達へ被害を与えていた事実を知り、エステルの前から姿を消し結社を壊滅させるために行動を始める。
ケビン・グラハム
声：中尾良平
武器：ボウガン、オーブメント：時 / 6-2
「SC」よりパーティーキャラクターとして登場し、「the 3rd」では主人公となる。七耀教会の巡回神父であり、星杯騎士団の騎士。12人しかいない守護騎士の第五位で《外法狩り》の異名を持つ。
「SC」では外法と認定されたワイスマン抹殺のためにリベールを訪れるが、本来の目的と守護騎士であることとを隠し、アーティファクトの調査・回収と《身喰らう蛇》の動向調査を表向きの理由としてエステル達に協力する。
「the 3rd」では湖底よりサルベージされたアーティファクト《レクルスの方石》の回収のために再度リベールを訪れ、方石の力によってリースと共に影の国へ取り込まれる。
リース・アルジェント
声：桑島法子
武器：法剣（テンプルソード）、オーブメント：幻 / 5-3
「the 3rd」から登場した「the 3rd」の主役の1人。七耀教会のシスターであり、星杯騎士団の従騎士。
同じ福音施設で育ったケビンの幼馴染であり、彼の新しい部下として派遣されたリベールにて5年ぶりに再会する。その後ケビンと共に影の国へ取り込まれる。

### プレイヤーキャラクター
上記主人公以外のプレイヤーキャラクター (PC) を、PCとしての初参加作品毎に記載。各作品の最終戦に参加可能なキャラクターのみに限定し、スポット加入のみのキャラクターについては本節では扱わない。

#### FCより
「FC」よりプレイヤーキャラクターとして操作できる人物。全員が「SC」「the 3rd」でもPCとなっている。
エステル・ブライト

ヨシュア・ブライト

シェラザード・ハーヴェイ
声：塩山由佳
武器：鞭、オーブメント：風 / 6(5)*-2
「《銀閃（ぎんせん）》のシェラザード」の異名を持つ正遊撃士。エステルからはシェラ姉と呼ばれ、頼れる姉貴分として慕われている。
かつては旅芸人集団「ハーヴェイ一座」の芸人でブライト家との付き合いはこのときより続いている。このためエステルとの付き合いはヨシュアよりも長い。一座解散後にカシウスを頼り遊撃士となったため、カシウスを「先生」と呼び慕っている。
オリビエ・レンハイム
声 - 子安武人
武器：導力銃、オーブメント：幻 / 7(6)
エレボニア帝国からやってきた自称詩人かつ演奏家。一般的な帝国人のイメージとはかけ離れた軽い言動で場を取り込み、いつの間にかエステル達に同行する。
正体はエレボニア帝国の皇子で、本名はオリヴァルト・ライゼ・アルノール。庶子であり皇位継承権からは離れている。自国の宰相オズボーンに不穏なものを感じ、カシウスと接触するためにリベールを訪れていた。
「FC・SC」の事件でのオズボーンが《身喰らう蛇》と通じていることを確信し、彼との対決を決意。その後は公務や社交界などで足場固めを行っている。「the 3rd」ではミュラーと共に訪れた視察先で謎の光に包まれ影の国へ取り込まれている。
ティータ・ラッセル
声：今野宏美
武器：導力砲、オーブメント：空/ 2-4*-3(2)
世界的に有名な導力学者A・ラッセル博士の孫娘であり、12歳という幼さでツァイス中央工房の見習い技師を務めている。親交を深めてからは、エステルとヨシュアを姉・兄のように慕っている。
「the 3rd」では自宅で謎の光に包まれ影の国へ取り込まれている。
アガット・クロスナー
声 - 近藤孝行
武器：大剣、オーブメント：火 / 3-3(2)-3*
「《重剣（じゅうけん）》のアガット」の異名を持つ正遊撃士。帝国に最も近いラヴェンヌ村の出身。
百日戦役で妹を失って自暴自棄となり、ルーアン市へと流れて不良集団「レイヴン」のリーダーとなるが、カシウスに出会い遊撃士となる。
「the 3rd」ではティータの家を訪れた際に謎の光に包まれ影の国へ取り込まれている。
クローゼ・リンツ
声：皆口裕子
武器：剣、オーブメント：水 / 7(6)*
ルーアン地方にあるエリート校・ジェニス王立学園に通う16歳の女学生。王国の国鳥であるシロハヤブサのジークがいつも近くにいる。同地方を訪れたエステル達と知り合い、遊撃士協会へと要請した文化祭への協力を通じ、交流を深める。
普段は偽名を使い身分を隠して学園生活を送っているが、現在の女王アリシアII世唯一の孫であり、王位継承順第1位の姫殿下。本名はクローディア・フォン・アウスレーゼ。「SC」終盤において、立太子の儀を経て王太女となる。
ジン・ヴァセック
声：稲田徹
武器：手甲、オーブメント：地 / 3-2-2-3(2)*
「《不動》のジン」の異名を持ち、大陸全土で20数名しかおらず公式には最上級とされるA級の正遊撃士。
リベールの東にあるカルバード共和国出身。「泰斗流」の武術家で、ツァイス支部の受付のキリカと《身喰らう蛇》のヴァルターは同門。
エステルの父カシウスとは旧知の仲で、カシウスの依頼により武術大会への参加を表向きの理由としながらカシウス不在に備えてリベールを訪れる。

#### SCより
「SC」よりPCとなる人物。全員が「the 3rd」でもPCとなっている。PSP版「SC」のみでPCとなるキャラクターについては「#the 3rdより」を参照。
ケビン・グラハム

ジョゼット・カプア
声：庄司宇芽香
武器：導力銃、オーブメント：地 / 4*-4
「FC」ではエステル達の敵として登場し、「SC」終盤よりプレイヤーキャラクターとなる。
元々は帝国の貴族だったが破産し、飛空挺「山猫号」を乗り回す空賊団となった「カプア一家」の末妹。
「FC」においてジェニス王立学園の生徒を装ってエステル達の前に現れ、宝石を盗むのに失敗。その後一味で誘拐を行うがエステル達の活躍もあって王国軍に逮捕される。
「SC」ではヨシュアの助力によって兄達と共に脱走。終盤で山猫号で《リベル＝アーク》に不時着し、エステル達と協力する。
その後恩赦により無罪となり、兄や空賊時代の子分達と共に「山猫号」を使った運送会社を開業する。
ユリア・シュバルツ
声：小松由佳
武器：剣、オーブメント：空 / 3-5*
王国軍人で、「FC」での階級は中尉。王族の護衛を務める王室親衛隊の中隊長であり、親衛隊所属艦アルセイユ号の指揮も任されている。またクローゼの護衛兼養育係でもある。
「FC」ではリシャールによって逆賊に仕立て上げられるが、エステル達と協力してクーデターを阻止。その功績により大尉へと昇進している。「SC」ではアルセイユの艦長としてエステル達を《リベル＝アーク》へと導く。
「the 3rd」では王室親衛隊の大隊長となっており、アルセイユでの演習の帰りに艦内での光に包まれ影の国へ取り込まれている。
ミュラー・ヴァンダール
声：磯部弘
武器：大剣、オーブメント：水 / 3-2-3-2
エレボニア帝国軍第七機甲師団に所属する軍人で、階級は少佐。大使館駐在武官として登場。
帝国で皇族の護衛を務める武の名門・ヴァンダール家の出身。オリビエの幼馴染みであり、幼少時よりオリビエのお守役を義務付けられてきた。
「the 3rd」ではオリビエと共に訪れた視察先で謎の光に包まれ影の国へ取り込まれている。

#### the 3rdより
「the 3rd」よりPCとなる人物。ユリアとミュラーの2人は、Win版「the 3rd」の後に発売されたPSP版「SC」においても終盤でPCとなる。この他の人物はPSP版でも「the 3rd」のみ。
リース・アルジェント

アネラス・エルフィード
声：大河内雅子
武器：刀、オーブメント：風 / 3-2-3*-2
出身地のボースを拠点とする新米正遊撃士で、正遊撃士となったのは「SC」序章の半年ほど前。
「FC」からサブキャラクターとして登場し、「SC」ではスポット加入、「the 3rd」でPCとなった。
カシウスの剣の師匠でもある祖父ユン・カーファイより「八葉一刀流」を学んでいる。
アラン・リシャール
声：三浦祥朗
武器：刀、火 / 6-2
王国軍人で、「FC」時の階級は大佐。百日戦役時のカシウスの部下であり、カシウス退役に不安を覚え情報部を設立する。またこの心の隙を《身喰らう蛇》につかれて「FC」でクーデター事件を引き起こし、エステル達に阻止される。
クーデター失敗で逮捕されるがその後恩赦を受け、軍を退役して民間の調査会社「R&Aリサーチ」を立ち上げる。
「the 3rd」ではPCとなった。
レン
声：西原久美子
武器：大鎌、オーブメント：なし / 7
「SC」から初登場。 《殲滅天使》の異名を持つ《執行者》のNo.XV。イタズラ好きでおしゃまでおませな11歳の少女だが、身の丈ほどもある巨大な鎌と巨大戦闘人形パテル＝マテルを操る。「the 3rd」ではプレイヤーキャラとなった。
周囲の状況を瞬時に受け入れ、教えられた技能を瞬く間に自分のものにできる天才。犯罪者組織で虐待を受けていたところを結社の任務で組織を壊滅させたレーヴェとヨシュアに助けられ、その後才能を認められて《執行者》となる。

### 結社《身喰らう蛇》
ゲオルグ・ワイスマン（アルバ教授）
声：田中秀幸
《白面》の異名を持つ《蛇の使徒》の第三柱。仲間内からは《教授》と呼ばれている。「FC」および「SC」における、ほぼ全ての事件の黒幕であり、「福音計画」遂行のために《執行者》を使いさまざまな実験を行った。
元は七耀教会の司教で、星杯騎士団からは「最悪の破戒僧」と呼ばれている。教会時代の研究から対象の記憶と認識を操作する異能の力も持ち、姉の死によって壊れたヨシュアの心を再構築し聖痕を植え付けている。
「FC」では貧乏考古学者「アルバ教授」としてエステル達の前に現れ、護衛を受ける振りをしながらエステル達の様子を観察していた。
レオンハルト（レーヴェ、ロランス・ベルガー）
声：緑川光
《剣帝》の異名を持つ《執行者》のNo.II。仲間からは「レーヴェ」の愛称で呼ばれている。
カリン・ヨシュアのアストレイ姉弟の幼馴染みで、特にカリンとは恋人同士の関係でもあった。ハーメル村の惨劇を契機として修羅の道に進み、《身喰らう蛇》に身を投じる。
「FC」では「ロランス・ベルガー」の偽名で、情報部特務部隊隊長として暗躍した。
ルシオラ
声：西川宏美
《幻惑の鈴》の異名を持つ《執行者》のNo.VI。
かつて同じ「ハーヴェイ一座」にいたシェラザードの姉貴分であり、一座の解散後行方不明だったが、《身喰らう蛇》の《執行者》としてシェラザード達の前に現れる。
ブルブラン
声：三浦祥朗
《怪盗紳士》の異名を持つ《執行者》のNo.X。怪盗としても「怪盗B」の名で大陸に知れ渡っている。
自称・美の探究者で、クローゼに美を見出し狙う。また「FC」でも「怪盗B」として貴重品を盗み隠し、ヒントを書いた挑戦状を送りつけている。
ヴァルター
声：吉水孝宏
《痩せ狼》の異名を持つ《執行者》のNo.VIII。リベールでは見かけないサングラスが特徴。
「泰斗流」でジンの兄弟子だった人物。キリカとは恋人の関係だったが、キリカの父である師父との死合に勝利し、行方をくらませていた。

### the 3rdでの敵
影の王
声：金光祥浩（PSVita版）
仮面をつけた謎の人物で、異世界である《影の国》を乗っ取り、ケビン達を取り込んだ人物。
その正体は影の国にコピーされたケビンの《聖痕》で、ルフィナの姿をとって現れオリジナルを取り込んで完全になるためにケビンを影の国に取り込んだ。

### その他
カシウス・ブライト
声：岸野幸正
エステルの実父で、大陸全土に4人しかいないS級遊撃士の1人。元は王国軍大佐であり、百日戦役の反攻作戦を立案・指揮して王国の危機を救った救国の英雄。《剣聖》と呼ばれる剣の達人であったが、遊撃士になった折に剣を捨てて棒術を扱うようになる。
「FC」のクーデター事件後は王国軍を立て直すため准将・王国軍総責任者として軍に復帰し、王国軍の事実上のトップとなる。
ルフィナ・アルジェント
声：鶴ひろみ（ドラマCD、PSVita版）
リースの実姉で、自暴自棄となっていた幼いケビンを保護して福音施設へと連れていったケビンの恩人。
後に星杯騎士団の正騎士となりさまざまな問題を平和的に解決し、数多の選択肢の中から最良の一手を選び出す手腕から《千の腕》と称された。
「the 3rd」より5年前に、《聖痕》の力が暴走して我を失ったケビンを身を挺して止め、その際に亡くなっている。

### 声の出演
- エステル・ブライト - 神田朱未
- ヨシュア・ブライト - 斎賀みつき
- シェラザード・ハーヴェイ - 塩山由佳
- オリビエ・レンハイム - 子安武人
- アガット・クロスナー - 近藤孝行
- クローゼ・リンツ - 皆口裕子
- ティータ・ラッセル - 今野宏美
- ジン・ヴァセック - 稲田徹
- ジョゼット・カプア - 庄司宇芽香
- ユリア・シュヴァルツ - 小松由佳
- ミュラー・ヴァンダール - 磯部弘
- アネラス・エルフィード - 大河内雅子
- クルツ・ナルダン - 金子英彦
- ロランス・ベルガー / レオンハルト、黒騎士 - 緑川光
- アラン・リシャール、ブルブラン - 三浦祥朗
- アルバ教授 / ゲオルグ・ワイスマン - 田中秀幸
- ヴァルター - 吉水孝宏
- ルシオラ - 西川宏美
- レン - 西原久美子
- ケビン・グラハム - 中尾良平
- リース・アルジェント - 桑島法子
- ギルバート・スタイン  - 菅沼久義
- フィリップ・ルナール - 麻生智久
- キリカ・ロウラン - 米本千珠
- カシウス・ブライト - 岸野幸正

#### PSVita版
太字の人物はドラマCDやOVA、もしくは『VII』『閃』でキャストが演じたキャラクター。
- ナイアル・バーンズ - 藤原啓治
- ドロシー・ハイアット - 新井里美
- キール・カプア - 藤本たかひろ
- ドルン・カプア - 銀河万丈
- ジーク、コンスタンツェ - 浜本しおり
- カノーネ・アマルティア - 甲斐田ゆき
- グラッツ[16] - 野島健児
- カルナ[17] - 柚木涼香
- デュナン・フォン・アウスレーゼ - 阪口大助
- アリシア・フォン・アウスレーゼ[18] - 勝生真沙子
- アルバート・ラッセル[19] - 龍田直樹
- アイナ・ホールデン - 鹿野優以
- オーヴィッド - 吉水孝宏
- クラウス - 増谷康紀
- ガートン親方 - 高塚正也
- ルグラン、グスタフ、古竜レグナート - 平井啓二
- メイベル - 木戸衣吹
- リラ - 山崎エリイ
- モルガン - 小原雅人
- ジャン、マクシミリアン・シード[20] - 石川英郎
- クラム - 安西英美
- マリィ[21] - 照井春佳
- ポーリィ[22] - 三上枝織
- ダニエル[23] - 日比愛子
- テレサ - 柿沼紫乃
- ロッコ - 赤羽根健治
- ディン - 松本大督
- レイス - 阿座上洋平
- フォクト - 北川米彦
- ジル・リードナー - 広橋涼
- ハンス - 私市淳
- コリンズ - 麻生智久
- モーリス・ダルモア - 平野正人
- マードック - 幸野善之
- ミリアム博士、ハル・コールマン - 吉川未来
- マオ、アイン・セルナート - 中友子
- エルナン - 岸尾だいすけ
- アントン - 菅沼久義
- ヒルダ、ソフィア - 大越多佳子
- カンパネルラ - 伊藤かな恵
- ノーマン、ハロルド、ダヴィル・クライナッハ - 山本圭一郎
- エルザ・コクラン - 笠原留美
- ゼクス・ヴァンダール[24] - 島田敏
- ベルク副長 - 土生奈央
- エリカ・ラッセル - ゆきのさつき
- ダン・ラッセル - 草尾毅
- レオ・E・ローレンツ、マルセル・ニールセン、第五柱 - 岡本寛志
- ルーシー・セイランド[25]、第七柱 - 久川綾
- レクター・アランドール、ジャック・トレバー - 森田成一
- ギリアス・オズボーン - 中田譲治
- 《盟主》[26] - 長久友紀
- 第一柱 - 新井良平
- 第二柱[27] - 前田綾香
- 第四柱 - 馬場圭介
- 第六柱 - 真殿光昭
- セレスト - 弓場沙織
- 影の王[28] - 金光祥浩
- ルフィナ・アルジェント - 鶴ひろみ

## 機種・パッケージによる違い
特記のない限りに本国内版。日本国外で発売されたものについては#日本国外版にまとめる。

### 自社開発版
Win版・PSP版・PS3版はいずれも、ファルコムによる自社開発。PSP版は一部に調整はみられるもののほぼ忠実なWin版の移植となっている（PS3版はPSP版のグラフィックを高解像度にしたもので、併せてサウンドトラックとPS3用カスタムテーマを収録している）。またPSP版全作共通の主な追加要素として以下のものがある。
1. 魔獣手帳の追加
2. 2周目へのクリアデータの引き継ぎ
3. 高難易度モードの追加（FCのみ、クリア後に出現）

- ソート時の便宜のため「見出しの用の行」をデータに混在させている。この見出し行は昇順ソート時にのみ正確に働く。また昇順ソート時であっても末尾に移動した行はそのソート条件では意味を持たない。例えばデフォルト時に末尾にある「FC」の見出し行にはその状態では意味はなく、最左列で昇順ソート時にのみ意味を持つ。またソート順をデフォルト時に戻すには「タイトル」列を使う。このため、タイトル読みでのソートは出来ない。
- 表中の略号
  - MC：マテリアルコレクション
  - Win：Microsoft Windows
    - 98-XP：98,2000,Me,XP、98-Vi：左記にVistaを追加、XP-7：XP,Vista,7、XP-8：XP,Vista,7,8

  - PS3：PlayStation 3
  - PSP：PlayStation Portable
  - PS Vita：PlayStation Vita
  - CD：CD-ROM
  - DVD：DVD-ROM
  - BD：Blu-ray Disc
  - UMD：ユニバーサル・メディア・ディスク
  - DL：ダウンロード

|     | タイトル                                   | 機種      | 媒体       | 発売日     | 備考 |
| --- | ------------------------------------------ | --------- | ---------- | ---------- | --- |
| Z   | 00                                         | A         | A          | Windows    | Z |
| FC  | 英雄伝説VI 空の軌跡（初回版）              | Win 98-XP | CD/DVD     | 2004.06.24 | 特典付きオリジナル版。                                                                                        |
| FC  | 英雄伝説VI 空の軌跡（通常版）              | Win 98-XP | CD/DVD     | 2004.10.28 | 初回版から特典がなくなった版。                                                                                |
| FC  | 英雄伝説VI 空の軌跡（普及版）              | Win 98-XP | DVD        | 2005.12.23 | 値段を下げ、CD-ROM版を廃止。 「SC」発売後はDVDケースの表記を「空の軌跡FC」に変更。                            |
| FC  | 英雄伝説VI 空の軌跡（Vista対応版）         | Win 98-Vi | DVD        | 2007.03.29 | Windows Vista に正式対応。パッケージ表記は「空の軌跡FC」。                                                    |
| FC  | 英雄伝説 空の軌跡FC（7対応版）             | Win XP-7  | DVD        | 2009.12.24 | Windows 7 に正式対応し、「FC」ではPSP版のみだった戦闘ボイスを追加。                                           |
| FC  | 英雄伝説 空の軌跡FC（8対応版）             | Win XP-8  | DVD        | 2013.04.12 | Windows 8 に正式対応。                                                                                        |
| SC  | 英雄伝説 空の軌跡SC                        | Win 98-XP | DVD        | 2006.03.09 | オリジナル版。                                                                                                |
| SC  | 英雄伝説 空の軌跡SC（普及版）              | Win 98-XP | DVD        | 2006.07.14 | 値下げ版。 |
| SC  | 英雄伝説 空の軌跡SC（Vista対応版）         | Win 98-Vi | DVD        | 2007.03.29 | Windows Vista に正式対応。                                                                                    |
| SC  | 英雄伝説 空の軌跡SC（7対応版）             | Win XP-7  | DVD        | 2009.12.24 | Windows 7 に正式対応。                                                                                        |
| SC  | 英雄伝説 空の軌跡SC（8対応版）             | Win XP-8  | DVD        | 2013.04.12 | Windows 8 に正式対応。                                                                                        |
| 3rd | 英雄伝説 空の軌跡 the 3rd（限定特典版）    | Win 98-Vi | DVD        | 2007.06.28 | オリジナル版。                                                                                                |
| 3rd | 英雄伝説 空の軌跡 the 3rd（7対応版）       | Win XP-7  | DVD        | 2009.12.24 | Windows 7 に正式対応。                                                                                        |
| 3rd | 英雄伝説 空の軌跡 the 3rd（8対応版）       | Win XP-8  | DVD        | 2013.04.12 | Windows 8 に正式対応。                                                                                        |
| Set | 英雄伝説 空の軌跡・完全版 FC&SC            | Win 98-XP | DVD        | 2006.03.09 | 「SC」と同時発売の「FC」・「SC」セット。アカデミック版も発売。                                                |
| Set | 英雄伝説 空の軌跡 コンプリートセット       | Win 98-Vi | DVD        | 2007.06.28 | 「the 3rd」と同時発売の3作セット。「FC/SC」はVista対応版。                                                    |
| Set | 英雄伝説 空の軌跡セット                    | Win XP-7  | DVD        | 2009.12.24 | 7対応版の3作セット。                                                                                          |
| Z   | 40                                         | O         | T          | PSP        | Z |
| FC  | 英雄伝説 空の軌跡FC                        | PSP       | UMD        | 2006.09.28 | 戦闘ボイスを追加（ヨシュアのみ新録、その他はPC版「SC」より流用）。 上記の他地名コレクションが追加されている。 |
| FC  | 英雄伝説 空の軌跡FC PSP® the Best          | PSP       | UMD        | 2010.12.16 | PSP共通の廉価版レーベルのPSP® the Bestからの発売。                                                            |
| FC  | 英雄伝説 空の軌跡FC                        | PSP       | DL         | 2010.12.16 | ダウンロード版。                                                                                              |
| SC  | 英雄伝説 空の軌跡SC                        | PSP       | UMD        | 2007.09.27 | UMDゲーム初の2枚組。 終盤のみに参戦するパーティーキャラクターが追加されている。                               |
| SC  | 英雄伝説 空の軌跡SC PSP® the Best          | PSP       | UMD        | 2010.12.16 | PSP共通の廉価版レーベルのPSP® the Bestからの発売。                                                            |
| SC  | 英雄伝説 空の軌跡SC                        | PSP       | DL         | 2012.11.08 | ダウンロード版。                                                                                              |
| 3rd | 英雄伝説 空の軌跡 the 3rd                  | PSP       | UMD        | 2008.07.24 | 星の扉15のエピソードがWin版とは異なっている。                                                                 |
| 3rd | 英雄伝説 空の軌跡 the 3rd PSP® the Best    | PSP       | UMD        | 2010.12.16 | PSP共通の廉価版レーベルのPSP® the Bestからの発売。                                                            |
| 3rd | 英雄伝説 空の軌跡 the 3rd                  | PSP       | DL         | 2010.12.16 | ダウンロード版。                                                                                              |
| MC  | 空の軌跡 マテリアルコレクション ポータブル | PSP       | UMD        | 2007.12.20 | PSP向けの素材集で、カスタムテーマ、壁紙、楽曲などを収録。                                                     |
| Set | 英雄伝説 空の軌跡 完全版                   | PSP       | UMD        | 2007.12.20 | 「FC」・「SC」・「MC」のセット。                                                                              |
| Set | 英雄伝説 空の軌跡セット                    | PSP       | UMD        | 2008.11.27 | 3作セット。予約特典として非売品の『MC mini』が付属。                                                          |
| Set | 英雄伝説 空の軌跡スーパープライスセット    | PSP       | UMD        | 2009.12.10 | 3作セットで、廉価版レーベルのスーパープライスからの発売。 16枚の描き下ろしポストカードを収録。                |
| Z   | 80                                         | Q         | W          | PS3        | Z |
| FC  | 英雄伝説 空の軌跡FC：改 HD EDTION          | PS3       | BD         | 2012.12.13 | PSP版のHDリマスター仕様。                                                                                     |
| SC  | 英雄伝説 空の軌跡SC：改 HD EDTION          | PS3       | BD         | 2013.04.25 | PSP版のHDリマスター仕様。                                                                                     |
| 3rd | 英雄伝説 空の軌跡 the 3rd：改 HD EDTION    | PS3       | BD         | 2013.06.27 | PSP版のHDリマスター仕様。                                                                                     |
| Z   | 90                                         | S         | X          | PS Vita    | Z |
| FC  | 英雄伝説 空の軌跡 FC Evolution             | PS Vita   | Vitaカード | 2015.06.11 | BGMアレンジ、シナリオボイス全収録のリニューアル版。                                                           |
| SC  | 英雄伝説 空の軌跡SC Evolution              | PS Vita   | Vitaカード | 2015.12.10 | BGMアレンジ、シナリオボイス全収録のリニューアル版。                                                           |
| 3rd | 英雄伝説 空の軌跡 the 3rd Evolution        | PS Vita   | Vitaカード | 2016.07.14 | BGMアレンジ、シナリオボイス全収録のリニューアル版。                                                           |
| E   |                                            |           |            |            | |

### その他
携帯版
タイトーによってiモード向けに「FC」が移植されている。
クラウドゲーム版
ユビタスと共にGameNow向け、ブロードメディアと共にG-cluster向け・ひかりTVゲーム向けに「FC」「SC」「the3rd」が提供されているほか、後にブロードメディアによってiOS向け・Android向けに「FC」が提供されている。

### 日本国外版
韓国版
韓国のソフトメーカーであるアルオンゲームズがWin向けにオンライン認証の形で販売し、ゲームそのもののパッケージでの販売は行われていない。ただしゲーム本体を含まない関連グッズの限定版パッケージが発売されており、『英雄伝説VI 空の軌跡』ではゲーム中に登場する「ヨシュアのハーモニカ」を再現したものが同梱された。同パッケージは68,200ウォン（約）という価格設定。
北米版
PSP北米版が2011年3月29日に発売。Windows用日本版の発売時と同様に、『The Legend of Heroes: Trails in the Sky』と、「FC」が付かない名称になっている。Windows版は2014年7月29日より配信している。

## 派生ゲーム作品
ヴァンテージマスターポータブル
PSP向けに発売されたシミュレーションRPG。基本としてはWin版『ヴァンテージ・マスター』の移植版だが隠しマスターとして本作のキャラクターが多数登場し、「SC」と「the 3rd」の間の時期に当たるエピソードが収録されている。
イースvs.空の軌跡 オルタナティブ・サーガ
本作と〈イースシリーズ〉のキャラクターによる対戦型格闘ゲーム。
空の軌跡オンライン Mobile
携帯電話向けのMMORPGであったが、2011年12月31日で終了した。

## 主題歌
- 表中では以下の略称を用いる。 オープニング：OP / エンディング：ED / コーラス：Ch

| ゲームタイトル             | OP/ED | 曲名                        | 歌                          | 作詞           | 作曲                  | 編曲       |
| -------------------------- | ----- | --------------------------- | --------------------------- | -------------- | --------------------- | ---------- |
| 空の軌跡FC                 | ED    | 星の在り処                  | う〜み Ch：伊藤和子         | 浜田英明       | Falcom Sound Team jdk | 和田耕平   |
| 空の軌跡SC                 | OP    | 銀の意志 金の翼             | 山脇宏子 Ch：しばざきあやこ | 一二三恭       | Falcom Sound Team jdk | 神藤由東大 |
| 空の軌跡SC                 | ED    | I swear...                  | 小寺可南子                  | しばざきあやこ | Falcom Sound Team jdk | 和田耕平   |
| 空の軌跡 the 3rd           | OP    | Cry for me, cry for you     | 小寺可南子 Ch：墨谷美輝     | 一二三恭       | Falcom Sound Team jdk | 神藤由東大 |
| 空の軌跡 the 3rd           | ED    | 空を見上げて Ending version | 小寺可南子 Ch：墨谷美輝     | 一二三恭       | Falcom Sound Team jdk | 神藤由東大 |
| 空の軌跡FC Evolution       | OP    | 空の軌跡                    | 小寺可南子                  | 浜田英明       | Falcom Sound Team jdk | 岡島俊治   |
| 空の軌跡FC Evolution       | ED    | 星の在り処                  | う〜み Ch：高岡陽子         | 浜田英明       | Falcom Sound Team jdk | 神藤由東大 |
| 空の軌跡SC Evolution       | OP    | 銀の意志 金の翼             | 佐坂めぐみ Ch：高岡陽子     | 一二三恭       | Falcom Sound Team jdk | 神藤由東大 |
| 空の軌跡SC Evolution       | ED    | I swear...                  | 小寺可南子                  | しばざきあやこ | Falcom Sound Team jdk | 岡島俊治   |
| 空の軌跡 the 3rd Evolution | OP    | Cry for me, cry for you     | 小寺可南子                  | 一二三恭       | Falcom Sound Team jdk | 岡島俊治   |
| 空の軌跡 the 3rd Evolution | ED    | 空を見上げて Ending version | 吉田このみ                  | 一二三恭       | Falcom Sound Team jdk | 神藤由東大 |

## メディアミックス

### 音楽メディア
- 備考欄の「先行DL」は ファミ通.com ゲームミュージックダウンロードにおいて行われた先行ダウンロード販売期間を示す。

| タイトル                                                   | 品番         | 発売日        | 備考                     |
| ---------------------------------------------------------- | ------------ | ------------- | ------------------------ |
| 星の在り処 英雄伝説「空の軌跡」 テーマソング               | ED6-MAXI     | 2004年6月24日 | 「FC」初回特典           |
| 英雄伝説VI「空の軌跡」 SUPER ARRANGE VERSION               | ED6-SAV      | 2004年6月24日 | 「FC」初回特典           |
| JDK UNUSED MUSIC                                           | JDK-UPM      | 2004年6月24日 | 「FC」公式通販特典       |
| ORIGINAL SOUND TRACK 英雄伝説 空の軌跡                     | NW10102550-1 | 2004年7月30日 |                          |
| 英雄伝説 空の軌跡 SC 主題歌集 銀の意志 金の翼 / I swear... | SORA2-SONG   | 2006年3月9日  | 「SC」公式通販特典       |
| 英雄伝説 空の軌跡 SC ORIGINAL SOUND TRACK                  | NW10102680   | 2006年7月14日 | 先行DL 6月14日 - 7月13日 |
| 英雄伝説 空の軌跡 VOCAL VERSION 「空を見上げて」           | NW10102690   | 2006年8月25日 | 先行DL 7月14日 - 8月14日 |
| 英雄伝説 空の軌跡 FC&SC SUPER ARRANGE VERSION              | NW10102700   | 2006年9月15日 | 先行DL 8月15日 - 9月14日 |
| 英雄伝説 空の軌跡 the 3rd ORIGINAL SOUND TRACK mini        | SORA3-OSTM   | 2007年6月28日 | 「the 3rd」公式通販特典  |
| 英雄伝説 空の軌跡 the 3rd ORIGINAL SOUND TRACK             | NW10102750   | 2007年9月27日 |                          |

### ドラマCD
1作目の「去り行く決意」は元々「SC」の初回特典であったが、後にドラマCD単品でも発売されている。発売はいずれもキャラアニより。キャラアニの直販限定で、2本をセットにしたパッケージも販売されている。
英雄伝説 空の軌跡 ドラマCD 〜去り行く決意〜
NW10107390（2006年3月9日 「SC」初回特典）、2009年4月25日発売
「FC」をドラマCD化。この作品から、各キャラクターに音声が採用された。
英雄伝説 空の軌跡SC ドラマCD 〜繋がる絆〜
2009年4月25日発売
「SC」をドラマCD化
英雄伝説 空の軌跡 the 3rd ドラマCD 〜魂の刻印〜
2009年7月25日
「the 3rd」のメインストーリーをドラマCD化。
英雄伝説 空の軌跡 ヨシュア物語 〜封じられた記憶〜
2009年7月25日
ヨシュアを主人公として、「the 3rd」の「扉」のエピソードを元にしたドラマCD。
英雄伝説 空の軌跡 ティータ物語 〜繋がる想い〜
2009年11月28日発売
ティータを主人公として、「the 3rd」の「扉」のエピソードを元にしたドラマCD。
英雄伝説 空の軌跡 クローゼ物語 〜翼、羽ばたく刻〜
2009年11月28日発売
クローゼを主人公として、「the 3rd」の「扉」のエピソードを元にしたドラマCD。
英雄伝説 空の軌跡 〜AC（アドバンスド・チャプター）〜
2010年3月27日発売
「the 3rd」と『零の軌跡』の間に位置するオリジナルストーリー。
英雄伝説 空の軌跡 〜ウロボロス・レポート〜
2010年3月27日発売
「FC」・「SC」をウロボロス側の視点でまとめたドラマCD。
英雄伝説 空の軌跡 オリビエ物語 〜未完成の叙事詩〜
2010年12月18日発売
オリビエを主人公とし、彼の視点で「FC」から「the 3rd」をまとめたドラマCDで、空の軌跡ドラマCDのシリーズ最終作。
空の軌跡外伝 The book of CARNELIA
#スペシャルセットを参照。
リベール王国やエレボニア帝国で人気のベストセラー小説「カーネリア」のドラマCD化。

### 漫画
『英雄伝説 空の軌跡』のタイトルで、啄木鳥しんきが執筆。ウェブコミック誌『YOMBAN』で連載を開始し、同サイトのリニューアル後は後継サイトとなる『Webコミックゲッキン』で連載が継続された。原作となるゲームを大筋でなぞりながら、アレンジも加えられている。単行本はバンダイビジュアル（旧エモーション）の〈エモーションコミックス〉より発売されている。第1話は後述の#スペシャルセットにてサウンドコミック化された。
第6巻での「FC編」完結を受けて、2013年10月にはねんどろいどぷちのティータとドラマCDを同梱した豪華版コミックスも発売された。第6巻の帯には「最終巻」と記載されていたが、続編となる『英雄伝説 空の軌跡SC』が『ファミ通コミッククリア』にて2014年6月20日から連載が開始された。その続編『英雄伝説 空の軌跡SC-絆の在り処』が『月刊ファルコムマガジン』でvol.70より連載した。
またエステルを主人公とした『英雄伝説VII』の前日譚となるオリジナル漫画作品として、『英雄伝説 零の軌跡 プレストーリー -審判の指環-』が同じく啄木鳥によって執筆されている（詳細は英雄伝説VII#漫画を参照）。
『英雄伝説 空の軌跡』
- 原作：日本ファルコム、漫画：啄木鳥しんき エモーション〈エモーションコミックス〉全6巻
  1. 2010年12月10日初版発行、ISBN 978-4-04-899203-9
  2. 2011年5月10日初版発行、ISBN 978-4-04-899221-3
  3. 2011年12月10日初版発行、ISBN 978-4-04-899240-4
  4. 2012年8月10日初版発行、ISBN 978-4-04-899248-0
  5. 2013年3月7日初版発行、ISBN 978-4-04-899249-7
  6. 2013年10月10日初版発行、ISBN 978-4-04-899251-0（通常版）、ISBN 978-4-04-899250-3（豪華版）

『英雄伝説 空の軌跡SC』
- 原作：日本ファルコム、漫画：啄木鳥しんき KADOKAWA/エンターブレイン〈ファミ通クリアコミックス〉全3巻
  1. 2014年12月26日発行、ISBN 978-4-04-730123-8
  2. 2015年11月25日発行、ISBN 978-4-04-730820-6
  3. 2016年10月15日発行、ISBN 978-4-04-728226-1

『英雄伝説 空の軌跡SC-絆の在り処』
- 原作：日本ファルコム、漫画：啄木鳥しんき メディアパル/フィールドワイ〈ファルコムBOOKS〉既刊6巻
  1. 2017年6月27日発売、ISBN 978-4-8021-3057-8
  2. 2018年2月23日発売、ISBN 978-4-80-213088-2
  3. 2018年10月25日発売、ISBN 978-4-80-213124-7
  4. 2019年8月24日発売、ISBN 978-4-80-213156-8
  5. 2020年11月12日発売、ISBN 978-4-80-213211-4
  6. 2021年11月16日発売、ISBN 978-4-80-213294-7

他、レーヴェの視点で空の軌跡を描く『空の軌跡外伝 レーヴェ物語』が『月刊ファルコムマガジン』vol.1より不定期で連載された。
『空の軌跡外伝 レーヴェ物語』
- 原作：日本ファルコム、脚本：田沢大典、作画：楽時たらひ メディア・パル/フィールドワイ〈ファルコムBOOKS〉全3巻
  1. 2012年3月1日発売、ISBN 978-4-89-610224-6
  2. 2012年9月24日発売、ISBN 978-4-89-610251-2
  3. 2013年3月11日発売、ISBN 978-4-89-610268-0

### 小説
『英雄伝説 空の軌跡』
- 著：はせがわみやび、挿絵：ワダアルコ、メディア・パル/フィールドワイ〈ファルコムBOOKS〉全3巻
  1. 消えた飛行客船 2014年6月24日発売、ISBN 978-4-89-610815-6
  2. 黒のオーブメント 2014年12月12日発売、ISBN 978-4-89-610841-5
  3. 王都繚乱 2017年8月8日発売、ISBN 978-4-80-213067-7

『英雄伝説 空の軌跡 リベール王国スナップショット』
- 著：はせがわみやび、挿絵：西野幸治、メディア・パル/フィールドワイ〈ファルコムBOOKS〉全2巻
  1. 2015年3月10日発売、ISBN 978-4-89-610846-0
  2. 2015年6月9日発売、ISBN 978-4-80-213004-2

### 朗読少女 × Falcomヒロインズ
『朗読少女 × Falcomヒロインズ エステル・ブライト編』のタイトルでiPhone/iPad向けアプリケーションが2011年3月31日より配信されている。株式会社オトバンク開発。
キャラクターが小説を朗読してくれるアプリケーション『朗読少女』のエステル・ブライト版で、『人形の騎士』など《英雄伝説シリーズ》の作中小説をエステルが朗読してくれる。キャストはゲーム等と同じ神田朱未が担当。

### スペシャルセット
後述のアニメ化（OVA）を記念して、日本ファルコム公認の限定オリジナルグッズを詰め合わせた『英雄伝説 空の軌跡 スペシャルセット』が発売。コミックス単行本の帯に付属の応募券をハガキに貼って必要事項を明記し応募、記載内容が確認されたのち、専用の振込用紙が送られてくる仕組みだった。商品は2011年5月下旬に発送。
以下、セット内容。
1. 特製遊撃士手帳
2. DVD（アニメPV＋サウンドコミック＋ムービー集 収録）
3. オリジナルドラマＣＤ：「空の軌跡外伝　The book of CARNELIA」

### OVA
『英雄伝説 空の軌跡 THE ANIMATION』のタイトルでアニメ化。ファルコム創立30周年記念作品。全2巻シリーズで発売された。発売に先駆けて、劇場でのイベント上映も行われた。
| 巻 | からイベント上映 | 発売日         | 規格品番  | 規格品番  | 規格品番  |
| 巻 | からイベント上映 | 発売日         | BD限定版  | BD通常版  | DVD通常版 |
| -- | ---------------- | -------------- | --------- | --------- | --------- |
| 1  | 2011年10月15日   | 2011年11月25日 | BCXA-0375 | BCXA-0373 | BCBA-4231 |
| 2  | 2012年1月28日    | 2012年2月24日  | BCXA-0376 | BCXA-0374 | BCBA-4232 |

#### スタッフ
- 原作 - 日本ファルコム「英雄伝説 空の軌跡」
- 監督・絵コンテ - 橘正紀
- シリーズ構成・脚本 - 上江洲誠
- キャラクター原案 - 日本ファルコム
- キャラクターデザイン・総作画監督 - 野崎あつこ
- セットデザイン - 菱沼由典
- アーキテクトデザイン - 安藤賢司
- 絵コンテ - かおり（Vol.1）、小島正幸（Vol.2）
- 演出 - かおり、佐藤雅子、橘正紀（Vol.2）
- 作画監督 - 長谷部敦志・服部聰志・下村一（Vol.1）、諸貫哲朗・小美野雅彦（Vol.2）
- 美術作監 - 菱沼由典、森川篤
- 美術監督 - 竹田悠介、丁樹禄
- 色彩設計 - 加藤里恵
- 撮影監督 - 木村俊也
- 3D監督 - 井野元英二
- 音楽 - 神藤由東大
- 音響監督 - たなかかずや
- 編集 - 竹内康晃
- エグゼクティブプロデューサー - 大下聡、井上俊次、百武弘二、中川良博、木谷高明、安藝貴範、加藤智、太田豊紀
- プロデューサー - 森本浩二、櫻井優香、冷泉さとし、塙隆志、中村伸行、小田ツヨシ、吉田隆、加藤資久
- アニメーション制作 - キネマシトラス
- 協力 - 日本ファルコム株式会社
- 製作 - 空の軌跡製作委員会（バンダイビジュアル、ランティス、ショウゲート、加賀ハイテック、ブシロード、グッドスマイルカンパニー、キャラアニ、ドワンゴ）

#### 主題歌（OVA）
オープニングテーマ「銀の意志 金の翼 -THE ANIMATION EDIT-」
作詞 - 一二三恭 / 作曲 - Falcom Sound Team jdk / 編曲 - 神藤由東大 / 歌 - 小寺可南子
エンディングテーマ「ハルモニア」
作詞・作曲 - rino / 編曲 - 虹音 / 歌 - ちょうちょ

### ラジオドラマ
ウェブラジオ「ティオのファルコムラジオめんどくさいです…でもがんばります」内のコーナーで、本作のラジオドラマが配信されている。ナレーターは銀河万丈が担当し、今回初めて声が付けられたドルン・カプア役も兼ねる。

### ウェブラジオ
『エステル&ヨシュアのファルコム空の軌跡ラジオ』が2015年4月24日から2016年9月30日まで公式サイトとランティスネットラジオで配信された。パーソナリティはエステル役の神田朱未とヨシュア役の斎賀みつき。月2回更新で第0回〜第34回まで全35回配信。
FC Evolutionの発売を記念し「ティオのファルコムラジオめんどくさいです…でもがんばります」と交代する形で始まった。ファルコムミュージックライブラリーのコーナーは前番組に引き続き行っている。